# Jüdischer Friedhof (Ermetzhofen)

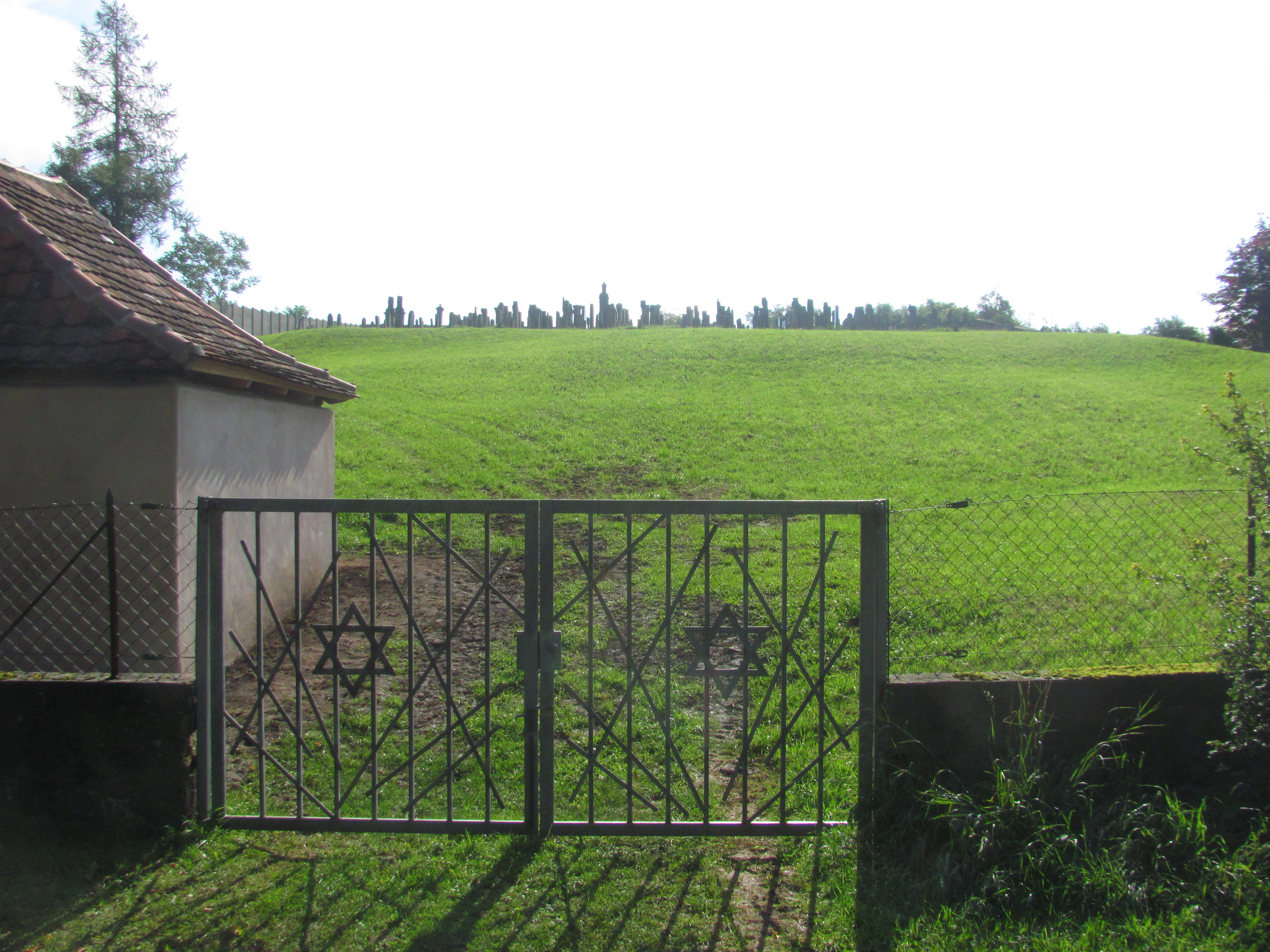
Jüdischer Friedhof in Ermetzhofen

Der Jüdische Friedhof Ermetzhofen ist eine jüdische Begräbnisstätte im bayerischen Ermetzhofen, einem Gemeindeteil von Ergersheim im mittelfränkischen Landkreis Neustadt an der Aisch-Bad Windsheim.
Der 43,3 Ar große Friedhof befindet sich am südöstlichen Ortsrand von Ermetzhofen.

## Geschichte
Der Friedhof wurde 1564 angelegt und 1777 erweitert. Der Friedhof war Verbandsfriedhof für verstorbene Juden aus den jüdischen Gemeinden von Burgbernheim, Ermetzhofen, Gnodstadt, Uffenheim und Welbhausen.
Im Jahr 1926 wurde der Friedhof geschändet; ferner wurden in der NS-Zeit Grabsteine zum Bau einer Straße nach Obermühl verwendet. Im Jahr 1959 wurde der Friedhof so gut wie möglich wiederhergestellt.
Auf dem Friedhof sind noch etwa 400 Grabsteine vorhanden. Die beiden ältesten Steine stammen von 1791 und 1794, die jüngsten von 1936. Die meisten Grabmäler sind entgegen der jüdischen Tradition, die eine schlichte Grabsteingestaltung vorsieht, im neoklassizistischen und neugotischen Stil gehalten.